# جيمس غوستافسون
جيمس غوستافسون (بالإنجليزية: James Gustafson)‏ هو عالم عقيدة أمريكي، ولد في 2 ديسمبر 1925 في نورواي في الولايات المتحدة.